# Рось
Рось — річка, що переважно тече на Придніпровській височині, у межах Вінницької, Київської та Черкаської областей України. Річковий басейн частково також охоплює Житомирську область. Є правою притокою Дніпра (басейн Чорного моря).

## Гідрографія, гідрологія
Довжина річки становить 378,3 км, площа басейну — 12 750 км². Пересічна ширина річища в середній течії — близько 50 м. Для долини Росі характерне чергування звужених і розширених ділянок, її ширина змінюється від кількох сотень метрів до 4,5—5 км. Подекуди спостерігається асиметрія схилів долини: правий схил високий (до 60—80 м) і крутий, лівий — низький і пологий. У місцях перетину кристалічних порід річка звужується до 10—15 м, стає порожистою. Середній похил річки — 0,56 м/км. Заплава на розширених ділянках терасована, завширшки 2—2,5 км, у звуженнях — 200—300 м. 
Особливість гідрографії річки є відгалуження від неї у нижній течії двох рукавів (каналів): Фоса та Імшан, які спрямовано в р. Вільшанка. 
Живлення річки переважно снігове, улітку характерна межень. Замерзає в грудні, скресає в березні. 
Водність річки визначається на трьох гідрологічних постах: Круподеринці, Фесюри й Корсунь-Шевченківський. Середня багаторічна витрата відповідно становить 1,47, 9,06 і 22,0 м³/с. Розрахункова витрата в гирлі 25,4 м³/с. 
Середньорічна мінералізація води зростає за довжиною річки: від 370 мг/дм³ у верхній течії до 420—430 мг/дм³ біля гирла.

## Розташування

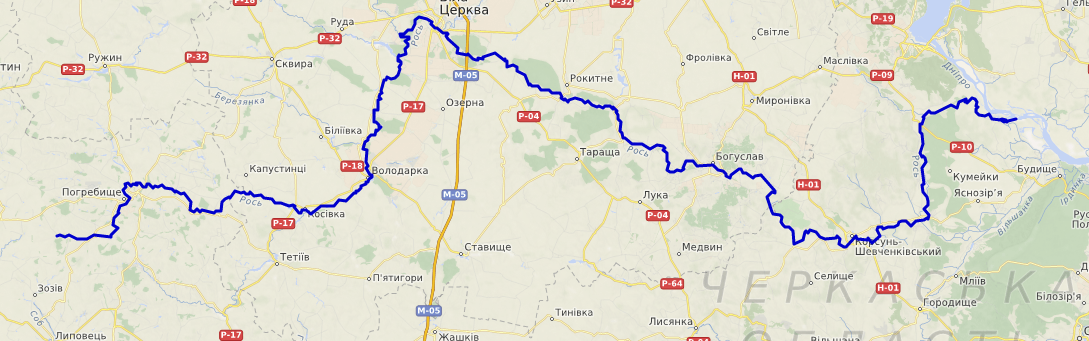
Річка Рось на карті

Витік річки розташований біля села Ординці Вінницького району Вінницької області в заказнику Зелені криниці. Річка спершу тече переважно на північний схід, від міста Біла Церква — на південний схід.
Гирло основного русла розташоване біля с. Хрещатик.

## Притоки

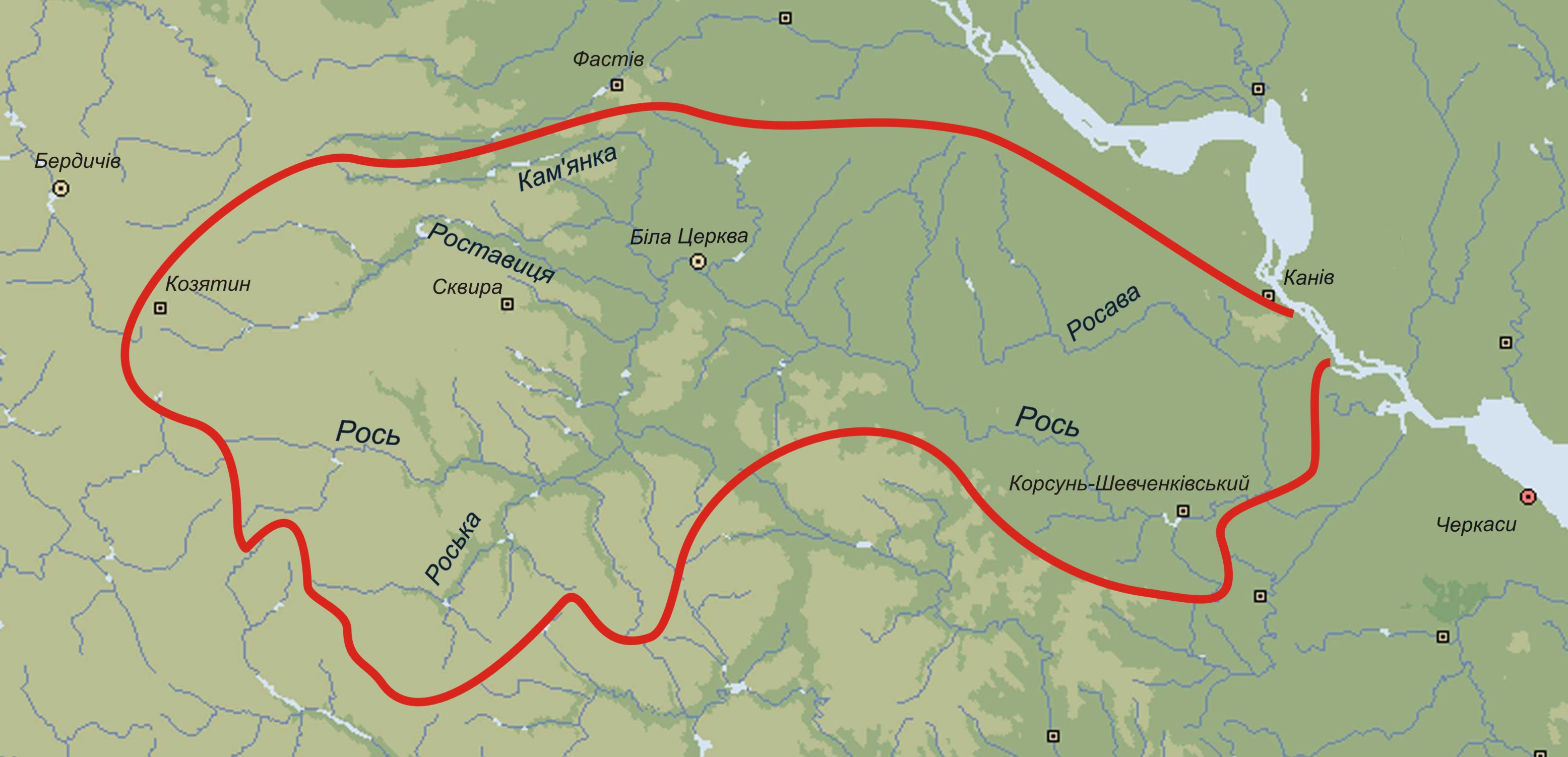
Притоки річки Росі на карті

У басейні Росі налічується понад 1000 малих річок. 
Найбільші праві притоки: Глиця, Безіменна, Коза, Супрунка, Роська, Молочна, Торц, Тарган, Черня, Салиха, Котлуй, Киндюха, Стара Синиця, Соковиця, Ризінкова, Поправка, Хоробра, Перезовиця. 
Найбільшими лівими притоками є Хутірка, Безіменна, Коптієва, Безіменна, Смотруха, Самець, Оріховатка, Злодіївка, Рубченка, Рогозянка, Березнянка, Сквирка, Роставиця, Кам'янка, Протока, Красний, Рокитна, Горохуватка, Нехвороща, Фоса, Кам'янка, Безіменна, Безіменний, Росава.

## Населені пункти
Міста й селища на річці Рось:
- Погребище,
- Володарка,
- Біла Церква,
- Рокитне,
- Богуслав,
- Корсунь-Шевченківський,
- Стеблів.

## Флора
Якісний склад фітопланктону верхів'я річки Рось включає понад сто видів водоростей з восьми відділів: Cyanophyta, Euglenophyta, Dinophyta, Cryptophyta, Chrysophyta, Bacillariophyta, Xanthophyta, Chlorophyta. У планктонних альгоценозах Росі домінують зелені водорості. На руслових ділянках спостерігається якісний склад фітопланктону, притаманний річковим альгоценозам, тоді як у водосховищах та ставках видовий склад водоростей має риси звичайного для стоячих чи малопроточних водойм. У русловій частині найрізноманітніші хлорококові водорості, а також наявні деякі рідкісні жовто-зелені водорості. Узагалі, за якісним складом фітопланктон руслової частини Росі різноманітніший, ніж у слабопроточних водоймах. У русловій частині переважають діатомові та хлорококові, у малопроточних — синьо-зелені та евгленові водорості.

## Фауна

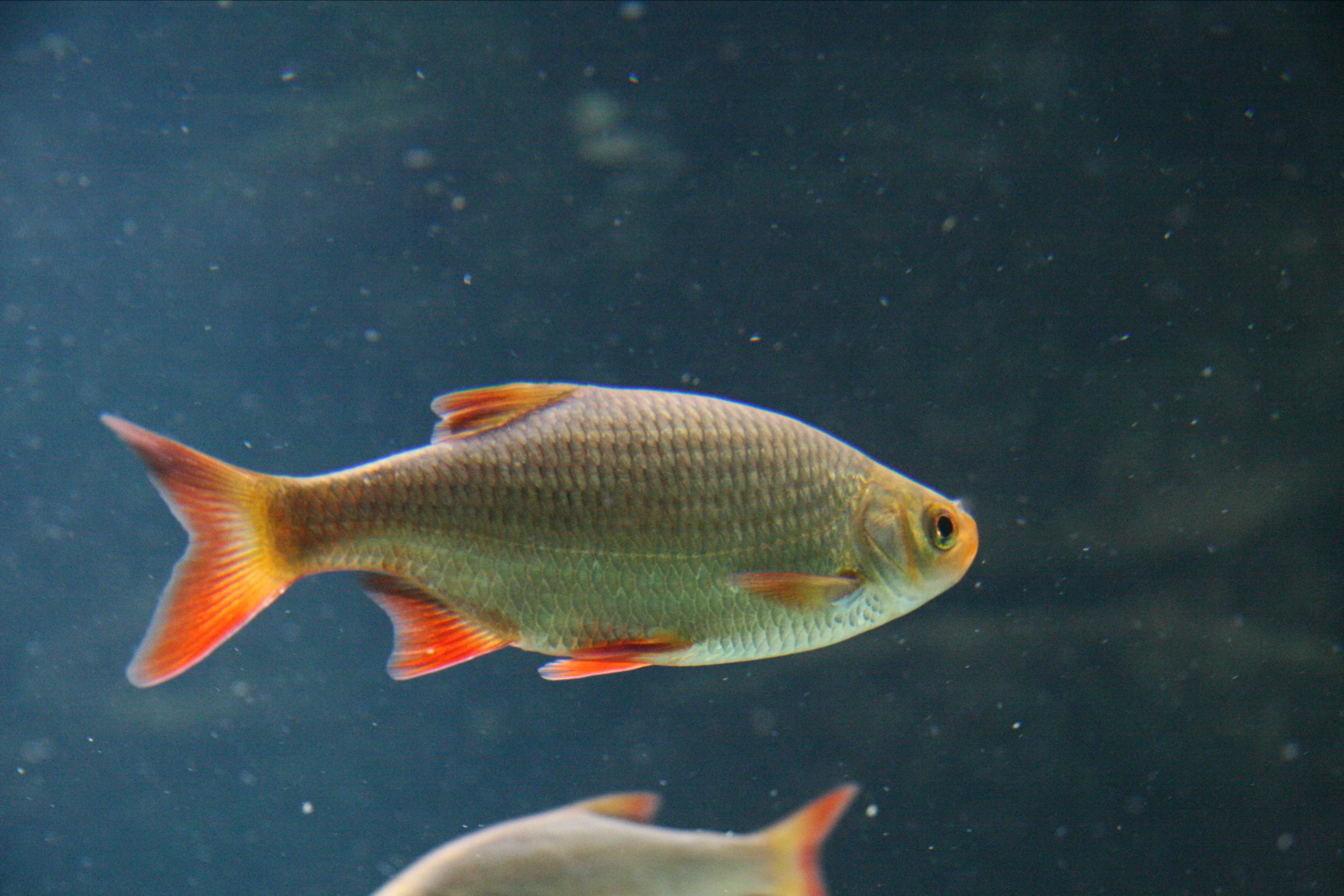
Краснопірка звичайна, Scardinius erythrophthalmus (Linnaeus, 1758)

### Риби
На початку XXI ст. для басейну Росі відомо близько 40 видів риб. Переважна більшість видів належить до родини Коропових, найчисельнішими з них є плітка, краснопірка, верховодка, пічкур звичайний, гірчак європейський. Також чисельними у басейні Росі є окунь звичайний, йорж звичайний, бичок-бабка.
З інтродукованих видів поширені по всьому басейну карась сріблястий, чебачок амурський.

## Історичне значення

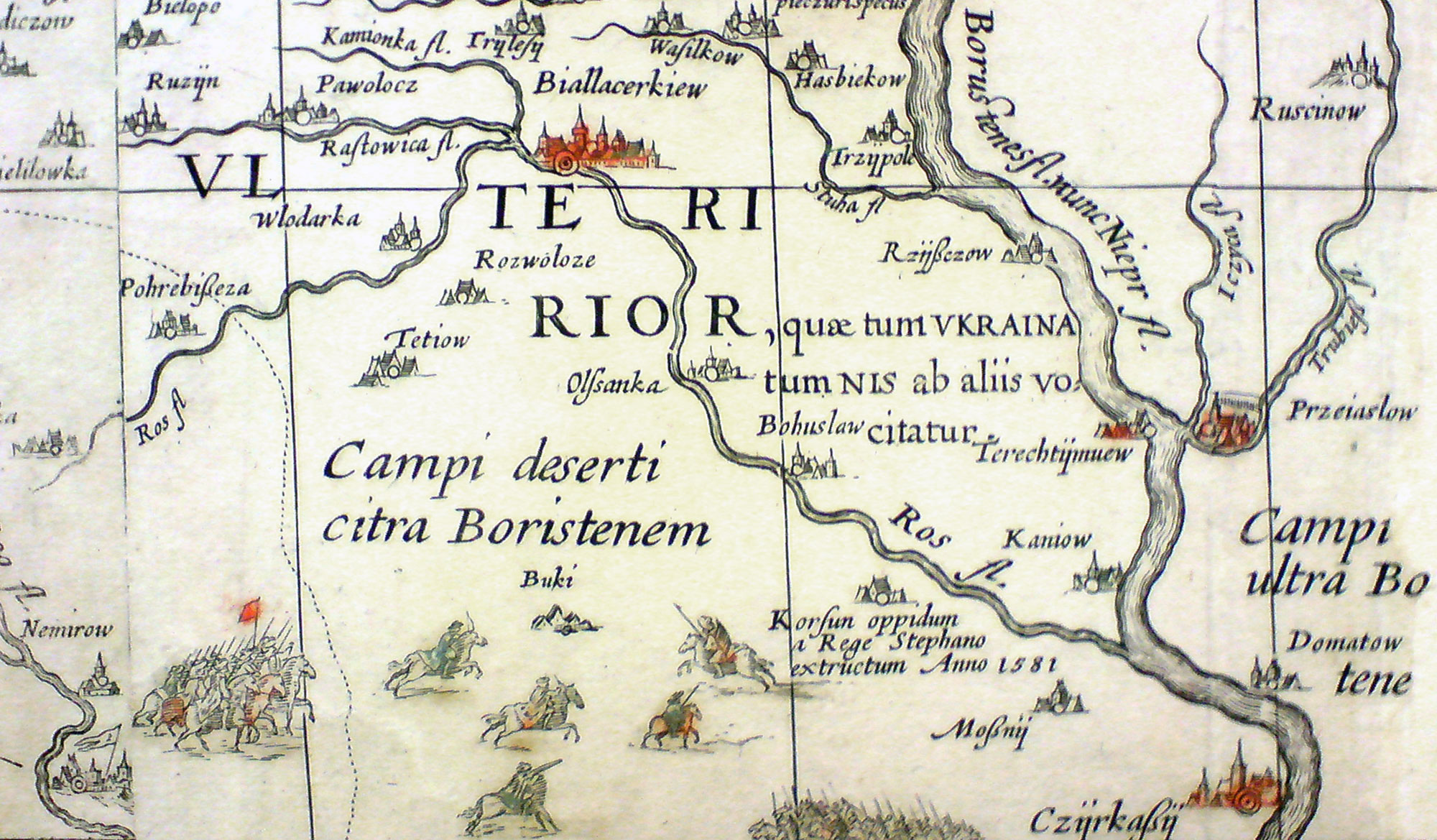
Рось на мапі 1650 року

На берегах Росі мешкали племена полян. Згодом київські князі селили тут торків, берендеїв, чорних клобуків для захисту від половців.
Вздовж північного берега Росі у часи Київської Русі, приблизно у 1030-ті роки, була побудована Пороська оборонна лінія, що захищала південні рубежі від набігів степовиків.
У деяких давніх текстах[яких?][прояснити], як уважає Пантелеймон Куліш, замість, чи одночасно, з гідронімом Рось уживається назва Червона річка.

## Рекреаційні ресурси та господарське використання
У Білій Церкві, переважно на лівому березі Росі розміщений знаменитий парк «Олександрія» — колишній маєток графів Браницьких. У 1960-ті — 1990-ті рр. береги Росі в Білій Церкві були місцем масового відпочинку. Чиста, прозора вода, помірна течія річки, пейзажі, радонові водолікувальниці, — все це приваблювало до Білої Церкви відпочивальників з усього СРСР. 
Річка широко використовується в господарській сфері. На ній створено 10 руслових водосховищ, на п'ятьох гідровузлах функціонують ГЕС: Городище-Пустоварівська, Дибинецька, Богуславська, Стеблівська і Корсунь-Шевченківська. Вода з річки забирається для господарсько-питних потреб міст Біла Церква, Богуслав, Миронівка, Корсунь-Шевченківський. У невеликих обсягах вода також подається на м. Умань. Численними є рибогосподарські підприємства.

## Екологічний стан
Основними екологічними проблемами басейну Росі є надмірне зарегулювання стоку, забруднення стічними водами, розораність берегів, інтродукція нових видів. 
Басейн р. Рось належить до найбільш зарегульованих в Україні: станом на 01.01.2016 р. загальна кількість водосховищ становила 66, ставків — 2322. Площа водного дзеркала наявних водосховищ становить 86,13 км2, ставків — 133,55 км2, об'єм — відповідно 150,6 і 201,8 млн м3. Сумарий об'єм ставків і водосховищ приблизно відповідає половині середньорічного стоку. Жителі сіл уздовж русла річки влаштовують штучні загати для нелегального лову риби.
Дуже зарегульованими є притоки Росі — насамперед у її верхній течії. Так, Білуга, притока Росі другого порядку, що протікає на межі Вінницької й Житомирської областей, має 17 ставків при довжині всього 24 км. Деякі водосховища (зокрема в Житомирській області) об'ємом понад 1 млн м³ залишаються в списках ставків через відсутність будь-якої технічної документації на них, наприклад Почуйки й Ставище на р. Кам'янка, Плоска на р. Роставиця. Ряд водосховищ, П'ятигірське на р. Молочна, Тетіївське (басейн Роськи), Щербаківське, Косівське, Володарське, Дибинське, Богуславське, Корсунь-Шевченківське на Росі, Саливонківське на р. Протока, Кожанське на р. Кам'янка, Карапишівське на р. Росавка, Северинівське на р. Жигавка, перебуває в незадовільному стані. Два водосховища мають об'єм понад 10 млн м³: Білоцерківське (верхнє) з повним об'ємом 16,96 млн м³ та Стеблівське — 15,7 млн м³. При повному об'ємі водосховищ (за нормального підпірного рівня) розподілений по площі сумарний об'єм води ставків і водосховищ становить шар 24 мм в басейні Росі, що є досить значним для України.
Хімічний склад води Росі формується під значним упливом процесів вивітрювання алюмосилікатів кристалічних порід, що є в басейні річки. Протягом останніх 40 років хімічний тип води в Росі біля Корсунь-Шевченківського змінився з гідрокарбонатного кальцієвого на гідрокарбонатний кальцієво-магнієвий. Постійне зростання мінералізації відбувається при зменшенні витрат води періоду весняної повені, що зумовлено зарегулюванням стоку річок.
На окремих ділянках басейну Росі розораність сягає 70 %. На орних землях вирощують переважно зернові та цукровий буряк, певна частина зайнята городніми культурами. При розорюванні річкових долин прозорість води зменшується, вода набуває неприємного запаху, голі береги репаються при пересиханні. Істотно порушено в басейні Росі природний рослинний покрив. Особливо змінена під впливом господарської діяльності лучно-степова рослинність. Ліси представлені здебільшого сосновими лісогосподарськими насадженнями, в менш доступних заболочених місцях ростуть вільхи. 
Зіставлення екологічних нормативів якості води з даними, отриманими протягом трьох останніх десятиліть, свідчить про її інтенсивне антропогенне забруднення. Особливо це стосується показників вмісту органічних речовин, що потрапляють з господарсько-побутовими стічними водами численних населених пунктів, а також з промисловими стічними водами. Підтвердження цьому — особлива забрудненість води Росі у створах нижче великих міст, що, у свою чергу, є центрами промисловості в регіоні. Знищення природної лісової та лучно-степової рослинності сприяє замуленню річок та поглибленню процесів ерозії. Наведені факти свідчать про значний уплив людської діяльності на басейн Росі.

## Охорона природи в басейні Росі
Незважаючи на значні антропогенні перетворення, у басейні Росі все ще наявні максимально наближені до природних ділянки річок. Для деяких з них спостерігається значне в порівнянні з іншими біологічне різноманіття. 
Попри це, на думку окремих сучасників і мешканців регіону Росі, ситуація з річкою вийшла з-під контролю:
|  | сьогодні Рось потерпає від екологічних проблем. Греблі, водосховища, збудовані вздовж усієї Росі, значно збільшили площу випаровування. Водовідбори, особливо величезний водовід на Умань, стрімко знизили швидкість течії води. Усе це призвело до застою води в Росі, збіднення її на кисень. Порушена природна екосистема. Річка втратила здатність до самоочищення. У результаті вода Росі, раніше прозора до самого дна, сьогодні нагадує гниющий бульйон. Прозорість води наразі не перевищує 20—30 см. |

[джерело?]
Природно-заповідний фонд (ПЗФ) басейну Росі нараховує 75 різноманітних об'єктів загальною площею 104,8729 км², що становить лише 0,83 % площі всього басейну.
Ці об'єкти розташовані на території всіх 4 областей, де розміщений басейн Росі. Найбільша кількість припадає на Київську й Черкаську області (за площею 56,27 % і 31,83 % відповідно), менше у Вінницькій та Житомирській областях (за площею 9,99 % і 1,90 %). 
Природних заповідників у басейні Росі немає, усі об'єкти, крім двох пам'яток природи та чотирьох парків, що мають статус загальнодержавних та місцевого значення. Здебільшого об'єкти ПЗФ у басейні річки точкові. Найбільший відсоток за площею мають загальнозоологічні заказники (36,24 %), значна кількість заповідних урочищ та ботанічних заказників (20,51 % та 13,50 % за площею відповідно). Усі інші об'єкти займають менше 10 % за площею. Єдиний іхтіологічний заказник, «Роський», його площа становить 1,17 % загальної площі об'єктів ПЗФ у басейні Росі. Цей заказник розміщений у гирловій ділянці річки та охороняє цінні нерестовища риб, що заходять сюди з Кременчуцького водосховища.

## Мости

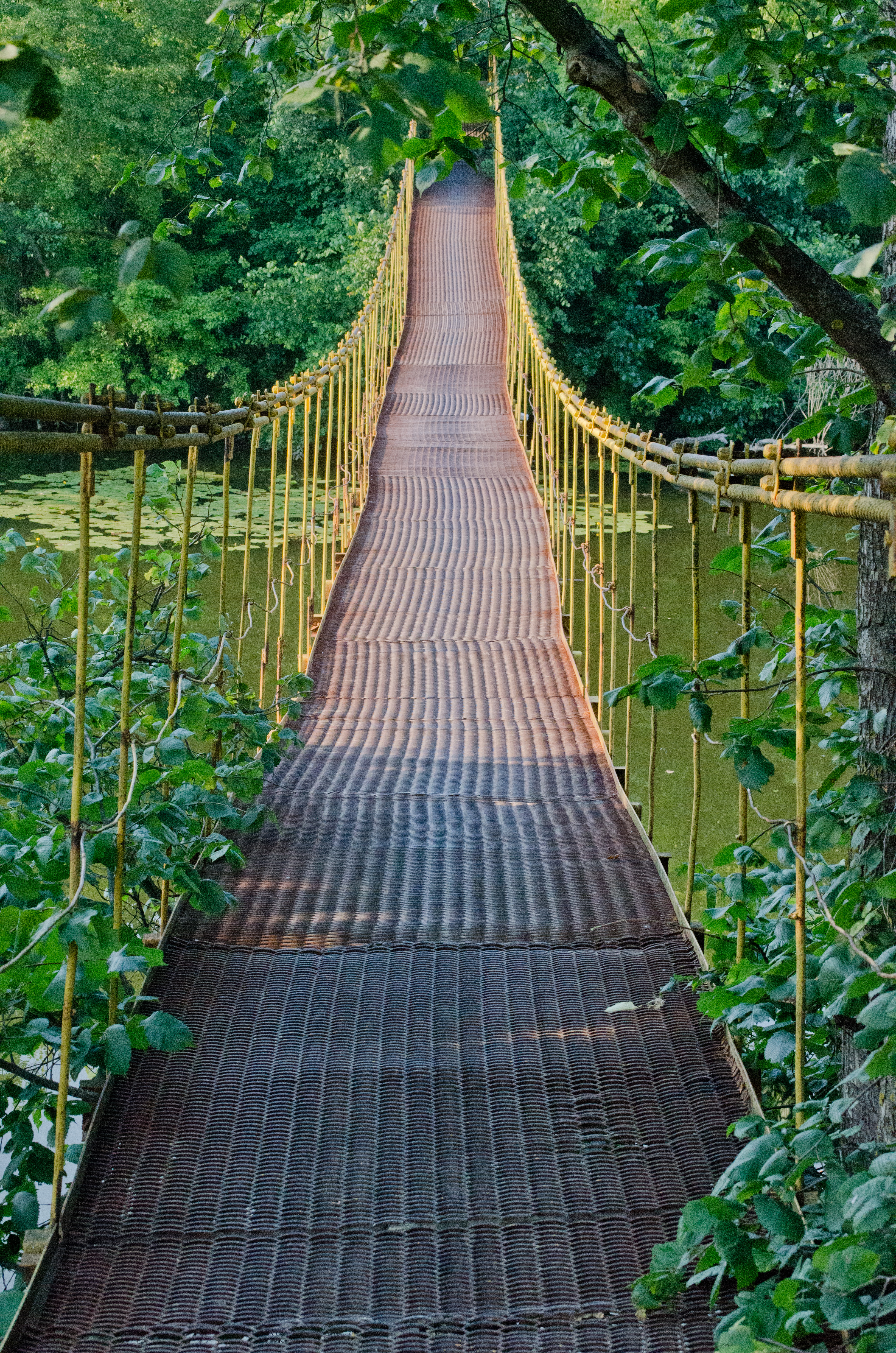
Підвісний міст у селі Чмирівка
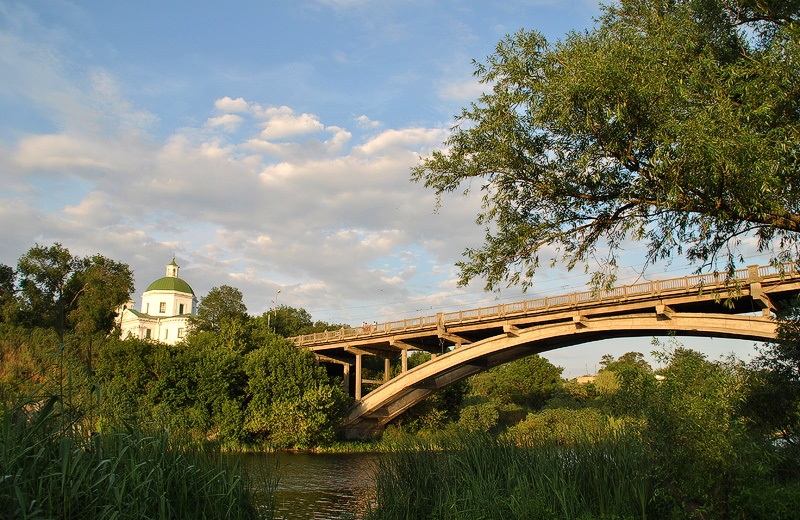
Автомобільний міст на Замковій горі, Біла Церква
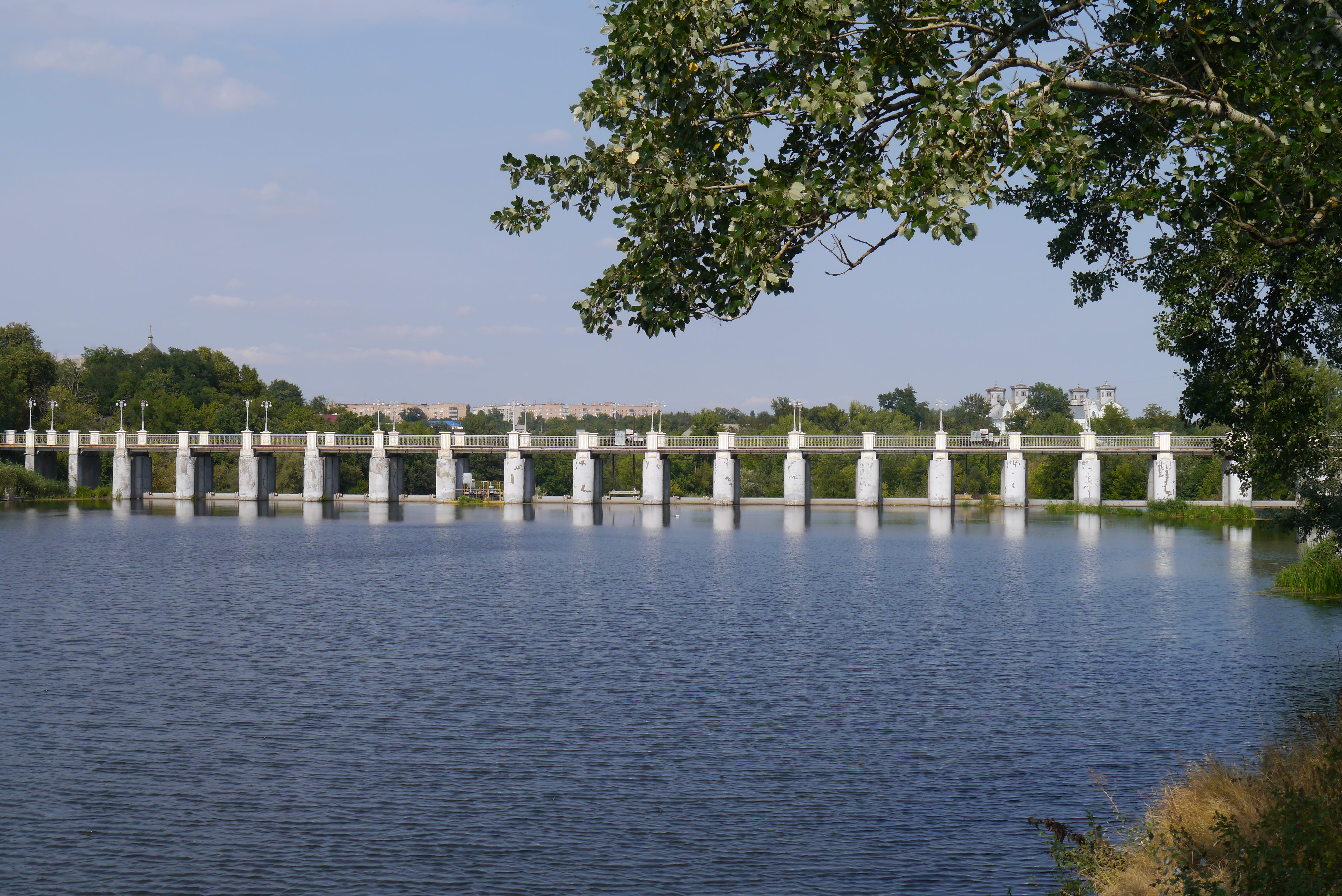
Пішохідний міст над греблею ГЕС у Корсуні-Шевченківському
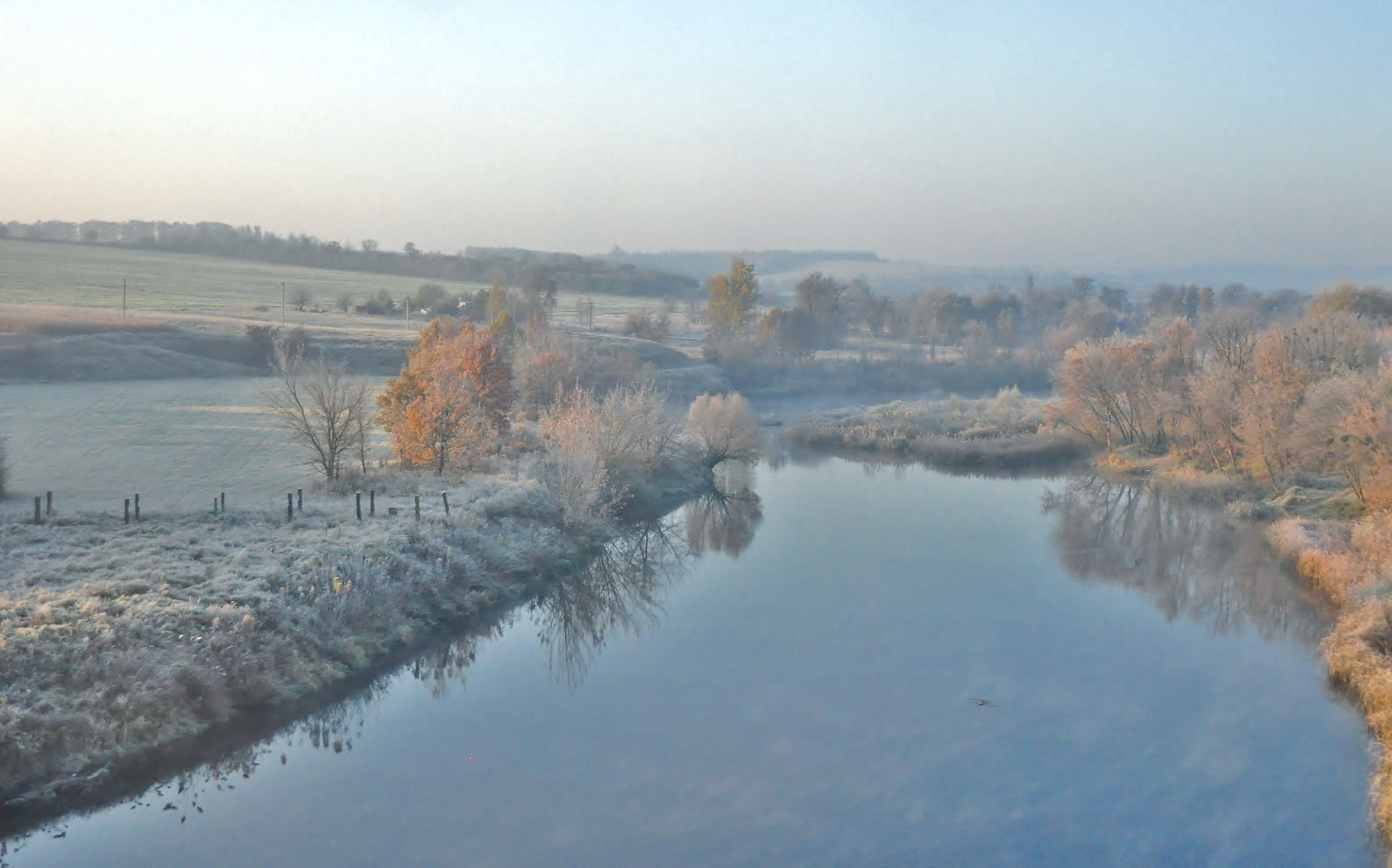
Вигляд Росі з залізничного моста на захід від Корсунь-Шевченківського

## Галерея

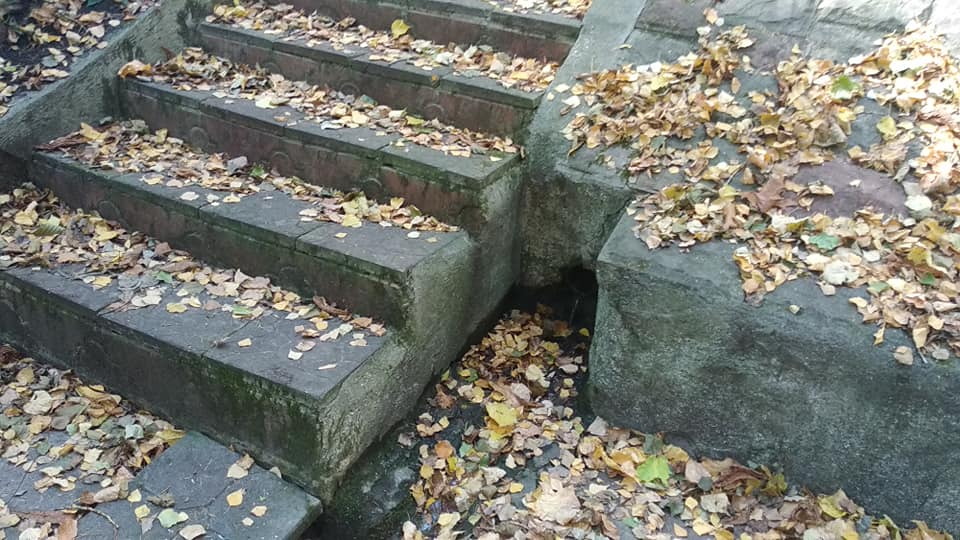
Початок річки у заказнику "Зелені криниці"
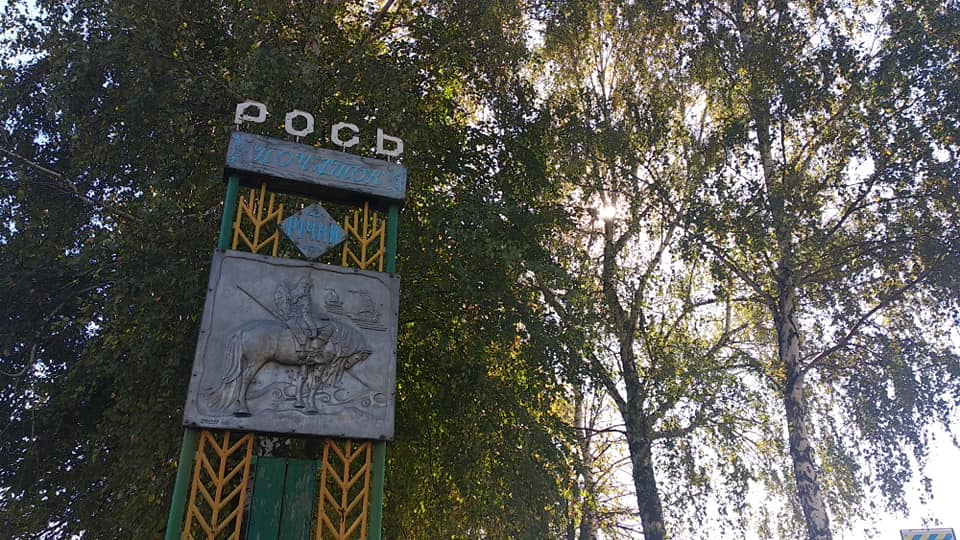
Знак про початок річки у заказнику "Зелені Криниці"
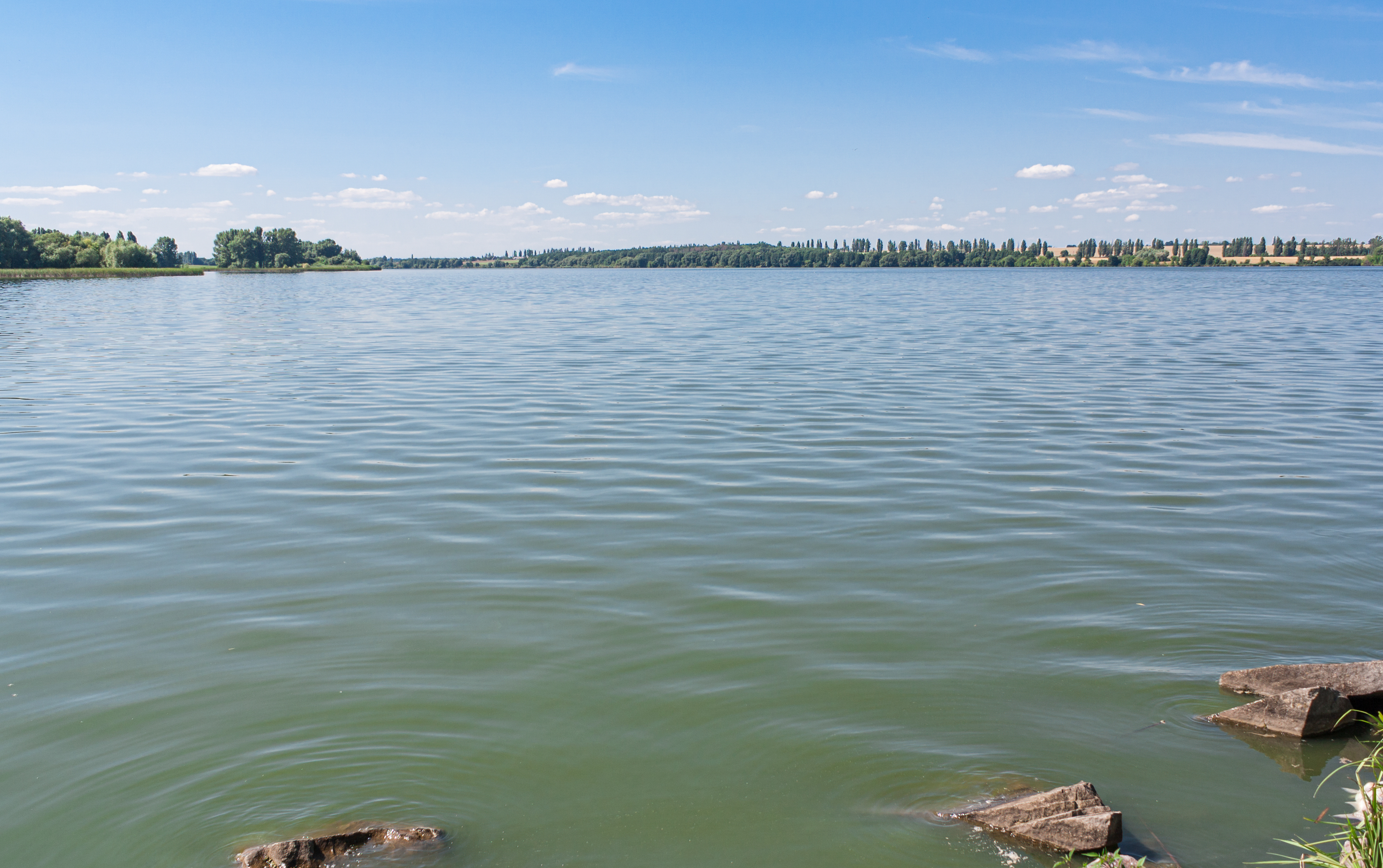
Косівське водосховище
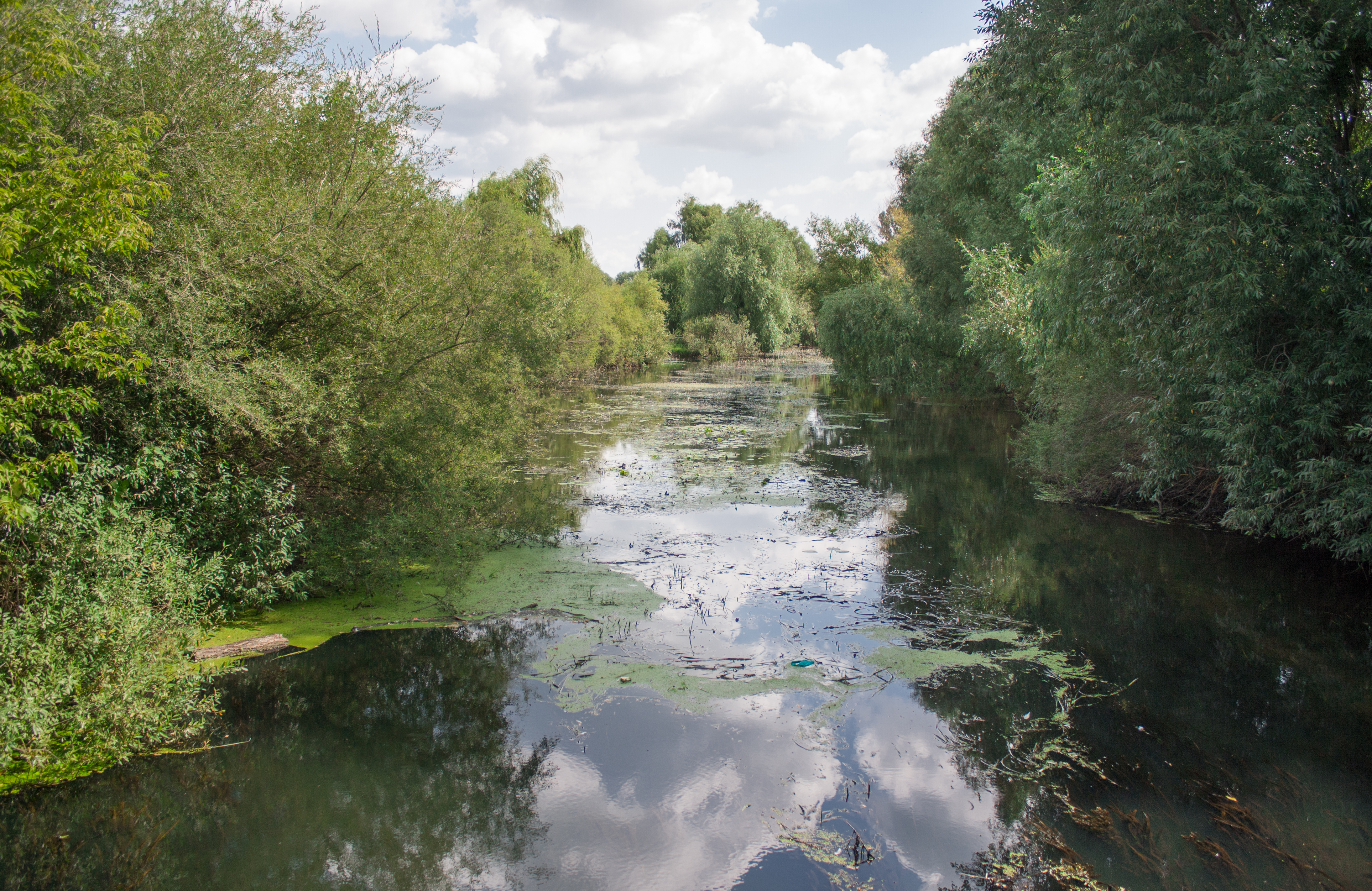
Річка на околиці села Зрайки
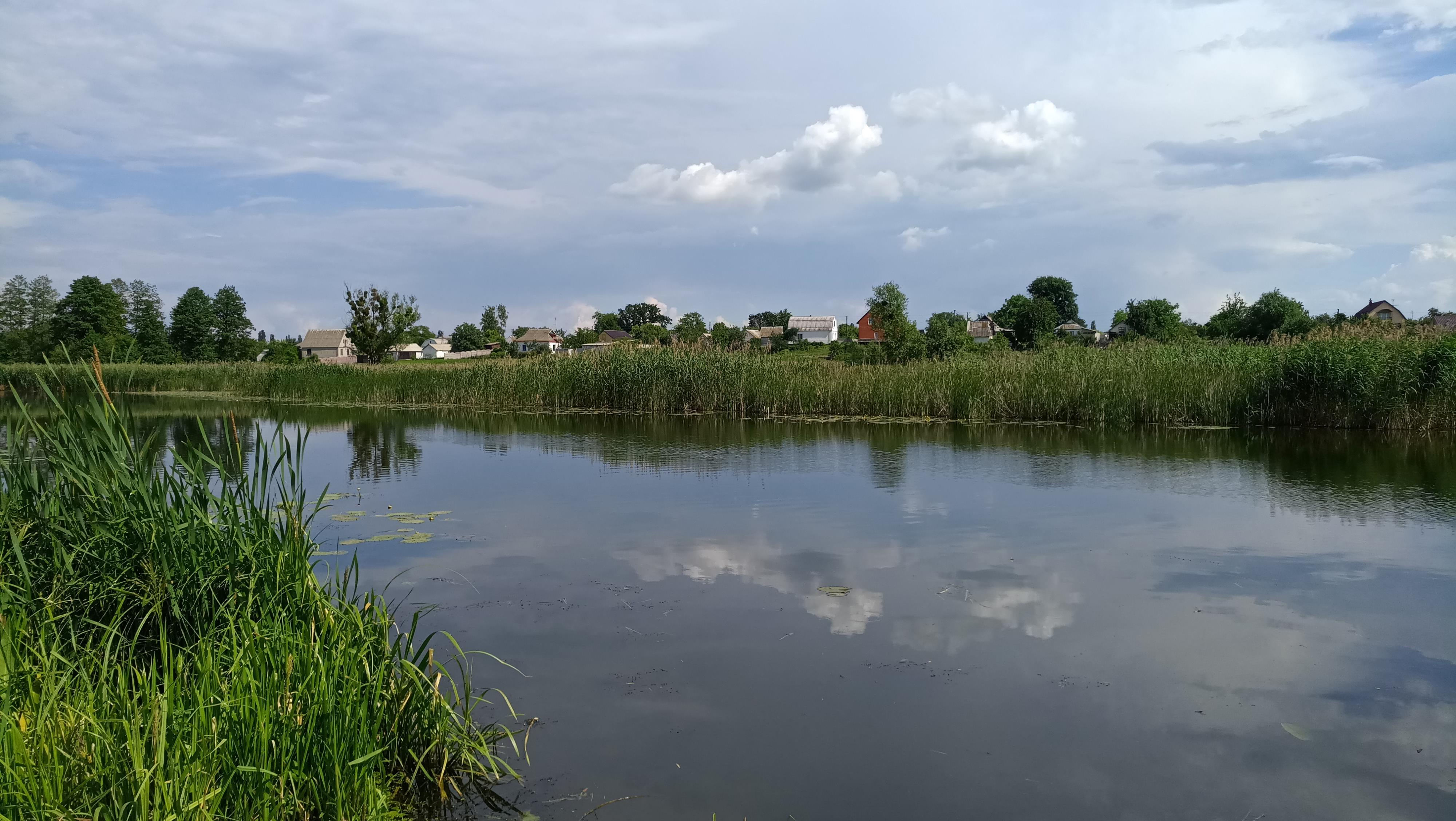
Річка у селі Рачки
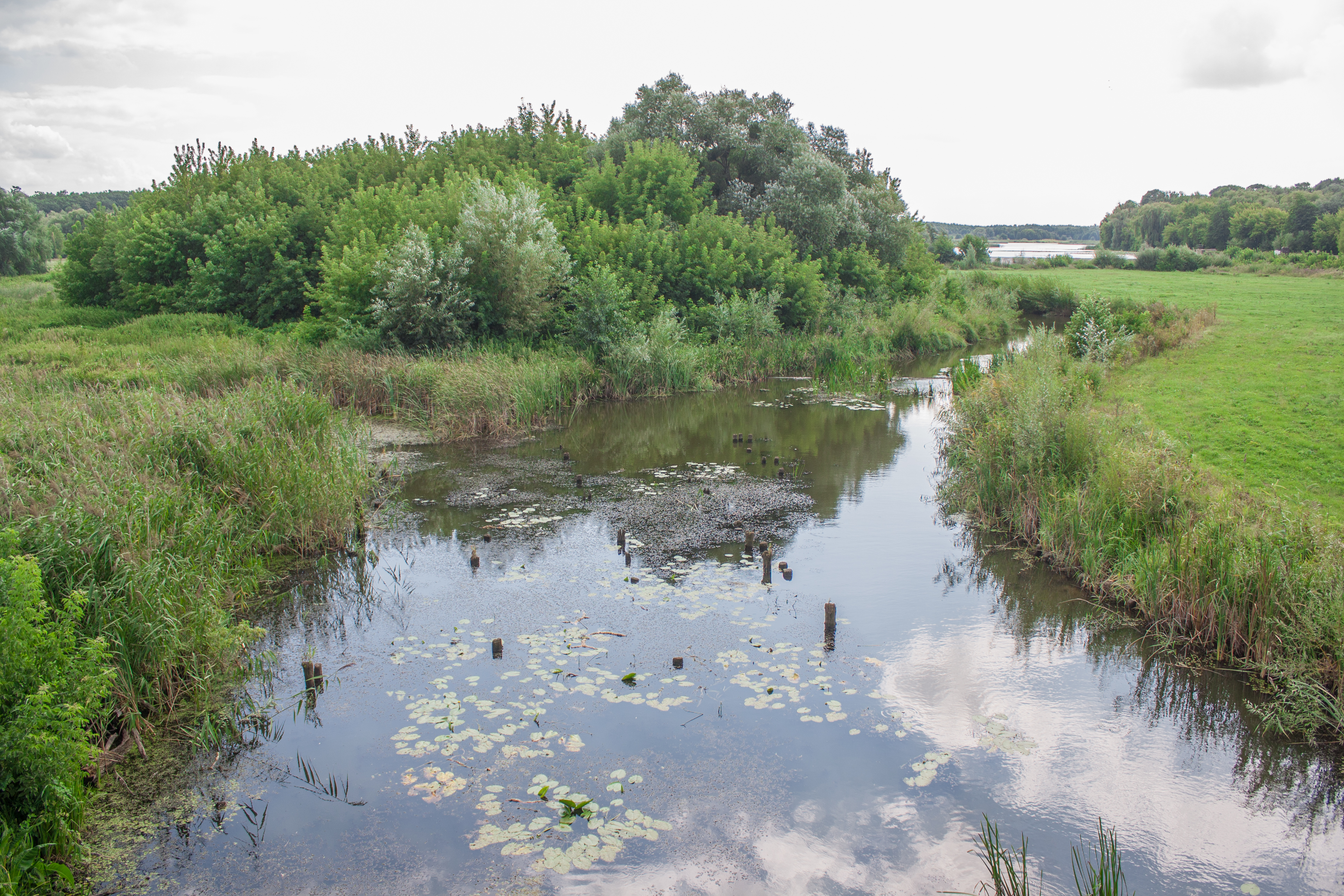
Річка у смт Володарка
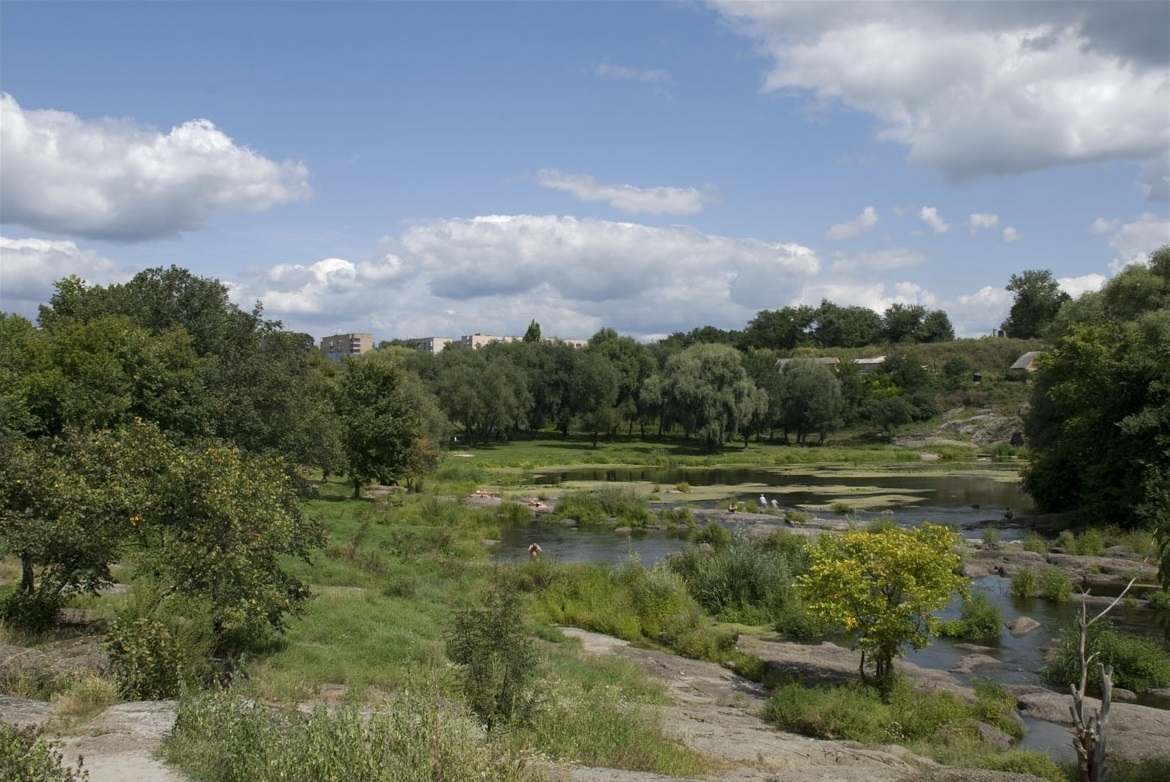
Вигляд з першого мосту Корсуня-Шевченківського
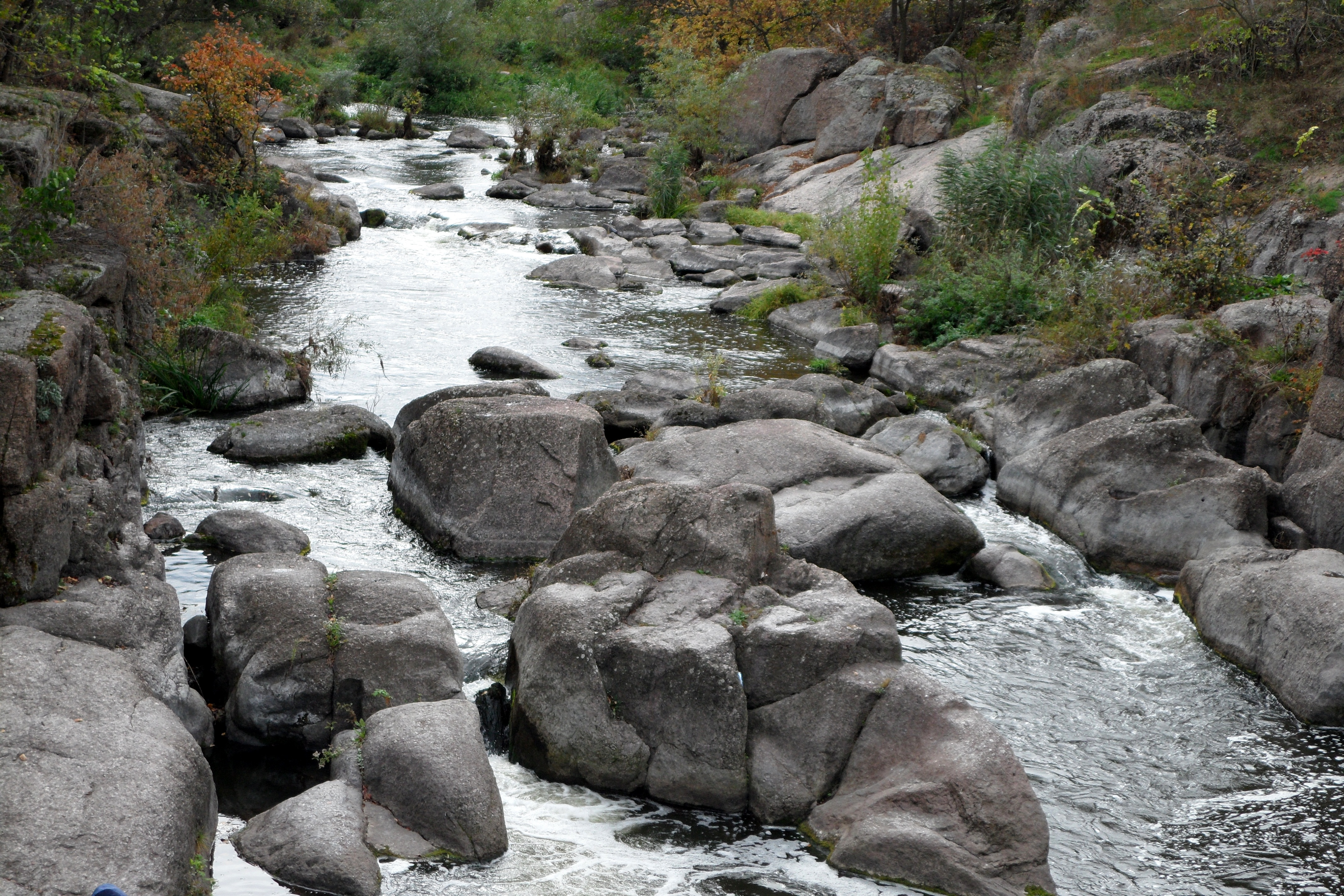
Пороги на річці у місті Корсунь-Шевченківський
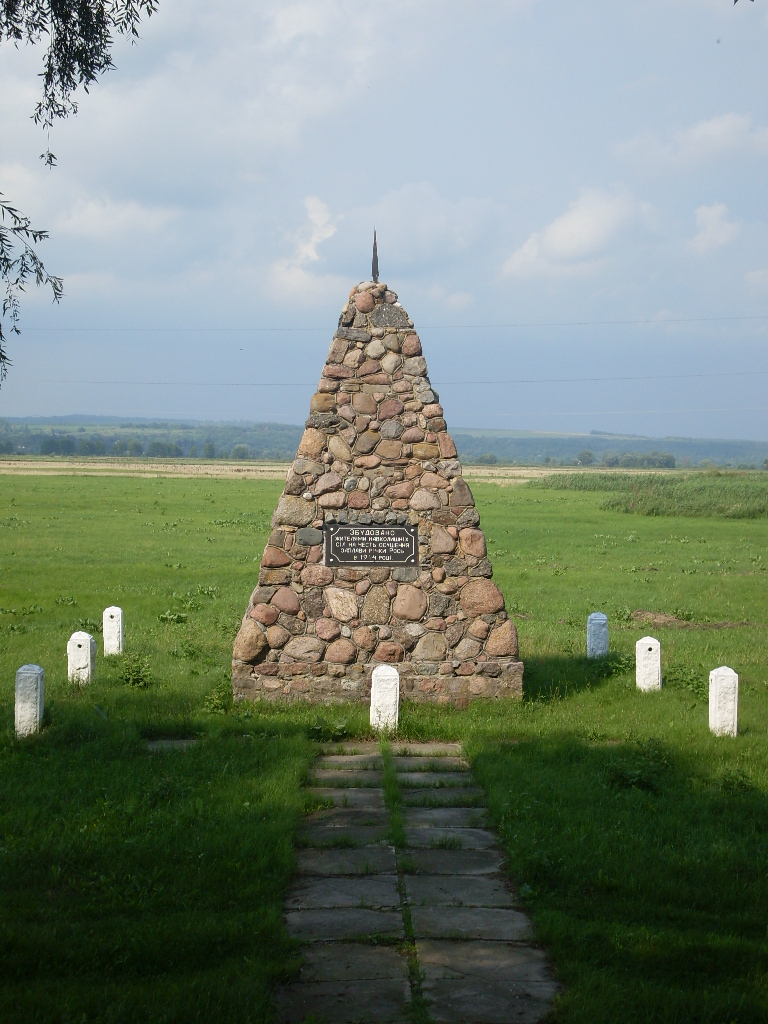
Пам'ятник на честь осушення заплави Росі в Межирічі
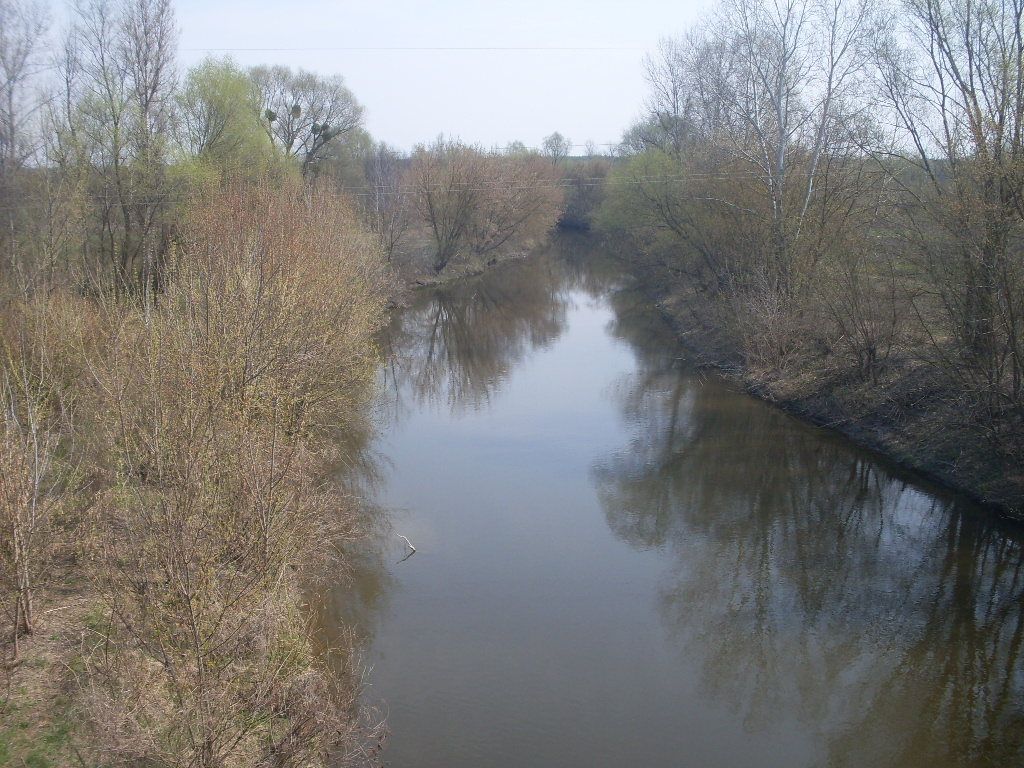
Річка у селі Межиріч